# زلاتنا پانگا (روستا)
زلاتنا پانگا (به بلغاری: Zlatna Panega) یک منطقهٔ مسکونی در بلغارستان است که در شهرستان یابلانیتسا واقع شده‌است.